# پوتو، یورک‌شر شمالی
پوتو (به انگلیسی: Potto) یک روستا و محله مدنی در بریتانیا است که در همبلتون واقع شده‌است. پوتو ۳۲۴ نفر جمعیت دارد.